# Alessio Romagnoli
Alessio Romagnoli (Anzio, 1995. január 12. –) olasz válogatott labdarúgó, az SS Lazio játékosa.

## Pályafutása

### AS Roma
A 2012-13-as szezon előtti felkészülési mérkőzéseken került az AS Roma első keretébe Zdeněk Zeman irányítása alatt. 2012. augusztus 26-án ült le elsőnek a bajnokságban a kispadra a Calcio Catania ellen. A szezon során egyre többet került a kispadra, de az kupában december 11-én mutatkozott be az Atalanta BC ellen kezdőként. Tizenegy nappal később a bajnokságban is bemutatkozott az AC Milan elleni 4-2-re megnyert rangadón, Francesco Totti cseréjeként. 2013. március 3-án az első gólját a Genoa ellen szerezte meg a bajnokságban.

### Válogatott
2011. augusztus 24-én debütált az Olasz U17-es válogatottban az angolok ellen 1-0-ra elvesztett idegenbeli mérkőzésen. Ezt követően még 5 alkalommal szerepelt az U17-esek között. Két nap híján majdnem napra pontosan mutatkozott be az U19-esek között, mint az U17-esek közt. A horvátok ellen 1-0-ra elvesztett mérkőzésen húzta magára az U19-es válogatott mezét először.

## Statisztika
2019. május 26-i állapot szerint.
| Klub             | Szezon           | Bajnokság | Bajnokság | Kupa  | Kupa | Nemzetközi | Nemzetközi | Összesen | Összesen |
| Klub             | Szezon           | Mérk.     | Gól       | Mérk. | Gól  | Mérk.      | Gól        | Mérk.    | Gól      |
| ---------------- | ---------------- | --------- | --------- | ----- | ---- | ---------- | ---------- | -------- | -------- |
| Roma             | 2012–13          | 2         | 1         | 1     | 0    | —          | —          | 3        | 1        |
| Roma             | 2013–14          | 11        | 0         | 0     | 0    | —          | —          | 11       | 0        |
| Roma             | Összesen         | 13        | 1         | 1     | 0    | 0          | 0          | 14       | 1        |
| Sampdoria        | 2014–15          | 30        | 2         | 1     | 0    | —          | —          | 32       | 2        |
| Sampdoria        | Összesen         | 30        | 2         | 1     | 0    | —          | —          | 32       | 2        |
| Milan            | 2015–16          | 34        | 0         | 6     | 1    | —          | —          | 40       | 1        |
| Milan            | 2016–17          | 27        | 1         | 1     | 0    | —          | —          | 29       | 1        |
| Milan            | 2017–18          | 28        | 2         | 5     | 1    | 9          | 0          | 42       | 3        |
| Milan            | 2018–19          | 32        | 2         | 4     | 0    | 4          | 0          | 41       | 2        |
| Milan            | Összesen         | 121       | 5         | 16    | 2    | 13         | 0          | 150      | 7        |
| Karrier összesen | Karrier összesen | 164       | 8         | 18    | 2    | 13         | 0          | 195      | 10       |

## Sikerei, díjai
- AC Milan
  - Olasz bajnok: 2021–22
  - Olasz szuperkupa: 2016